# Euryderus
Euryderus is een geslacht van kevers uit de familie van de loopkevers (Carabidae). De wetenschappelijke naam van het geslacht is voor het eerst geldig gepubliceerd in 1846 door LeConte.

## Soorten
Het geslacht Euryderus is monotypisch en omvat slechts de volgende soort:
- Euryderus grossus (Say, 1830)